# Almir Turković
Almir Turković (Szarajevó, 1970. november 3. –) bosnyák válogatott labdarúgó.

## Nemzeti válogatott
A bosznia-hercegovinai válogatottban 7 mérkőzést játszott.

## Statisztika
| Bosznia-hercegovinai válogatott | Bosznia-hercegovinai válogatott | Bosznia-hercegovinai válogatott |
| Időszak                         | Mérk.                           | gól                             |
| ------------------------------- | ------------------------------- | ------------------------------- |
| 1995                            | 1                               | 0                               |
| 1996                            | 1                               | 0                               |
| 1997                            | 0                               | 0                               |
| 1998                            | 1                               | 0                               |
| 1999                            | 3                               | 0                               |
| 2000                            | 0                               | 0                               |
| 2001                            | 0                               | 0                               |
| 2002                            | 0                               | 0                               |
| 2003                            | 1                               | 0                               |
| Összesen                        | 7                               | 0                               |